# TUC
Tuc er et snackkiks-mærke produceret i Holland. Kiksen kan købes i Europa, Asien, Nordamerika og Nordafrika.
TUC-kiksen er gul-brun og er formet som en rektangel uden hjørner. I kiksen er der 41 små huller, som bl.a. danner navnet på kiksen. Disse huller bliver brugt til at forhindre kiksen i at lave bobler, når den bliver bagt.

## Varianter
- Original (med salt)
- Hot & Spicy (med rød chili)
- Paprika (med paprika og peber)
- Bacon (med smag af bacon og salt)
- Cheese (med smag af ost)
- Salt & Pepper (med salt og peber)
- Sour cream & Onion (med sour cream og Løg)
- Pocket - en mindre pakke TUC-kiks

## Ekstern henvisning
- Webarchive backup: jacobfruitfield.com: TUC - fra 2013 valeofoods.ie: Tuc Arkiveret 4. november 2013 hos  Wayback Machine ved Valeo Foods website.

 Der er for få eller ingen kildehenvisninger i denne artikel, hvilket er et problem. Du kan hjælpe ved at angive troværdige kilder til de påstande, som fremføres i artiklen.